# Capital patient
Le capital patient (en anglais : patient capital) est une théorie économique sur l’investissement qui trouve son origine dans la recherche académique anglo-saxonne. On lui trouve des liens avec les notions d’investissements philanthropiques (investissement vert (en) ou Capital-risque convivial (en Love money)), bien que le capital patient ne peut être réduit à ces aspects.
Par essence la notion de capital patient tend à sortir de la dynamique d’investissement hors de la notion de spéculation financière. Elle est orientée vers la création de valeur et l’accompagnement de la croissance — d’un secteur ou d’une économie globalement — par l'innovation.
Bien que le capital patient puisse être considéré comme un instrument d'investissement traditionnel, il a pris un nouvel élan avec l'essor des entreprises écologiquement et socialement responsables. Structuré par la théorie, il peut prendre la forme de fonds propres, de dette, de garantie de prêt ou d'autres instruments financiers, il prend des formes diverses selon l' économie (c-à-d. le type d'imposition du bénéfice final pratiquée selon chaque pays).

## Définition

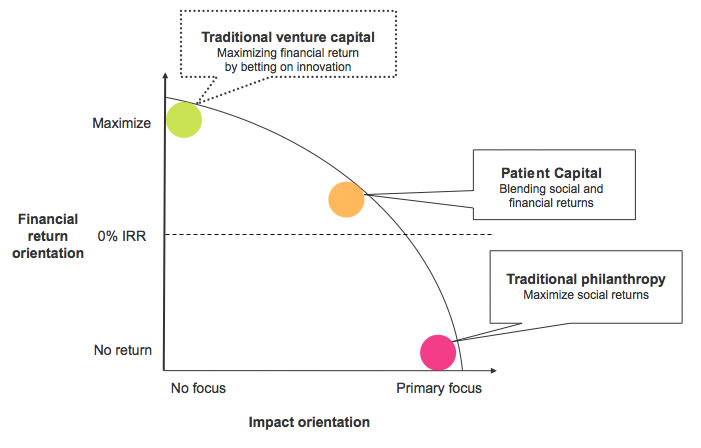
Capital patient.

Souvent utilisée comme une notion faisant rapport à l’humanitaire ou aux dons caritatifs, le capital patient peut être considéré plus largement comme un modèle d'investissement basé sur le temps long et accompagnant le développement économique, en recentrant la finance sur son but de création de valeur réelle. Il permet ainsi la mise en place de politiques d’investissements publique ou privée, centrées sur infrastructures ou innovations, par l’orientation de l’épargne vers des véhicules financiers dédiés à l’accompagnement d’un secteur.
Cette notion est au cœur des travaux de l'économiste anglaise Mariana Mazzucato lorsqu’elle parle des besoins de financement de l’innovation ou de la transition écologique.
Le capital patient se caractérise par :
- La volonté de renoncer à des rendements financiers immédiats au profit d’un impact social ou déterminé ;
- Une plus grande tolérance au risque que l'investissement traditionnel ;
- Des horizons de temps plus longs pour le remboursement du capital ;
- Un soutien intensif de la direction durant le développement de l’entreprise ;
- Un engagement plus marqué en faveur d’un secteur ou d’une innovation.

En 2007, Thomas Friedman, du New York Times, décrit le capital patient comme ayant « toute la discipline du capital-risque — exigeant un rendement, et donc une rigueur dans la façon dont il est déployé — mais s'attendant à un rendement plus de l'ordre de 5 à 10%, plutôt que les 35 pour cent que les investisseurs en capital-risque recherchent » (Voir à ce sujet les taux de TVA et les Sale Tax).
Jacqueline Novogratz d'Acumen Found ajoute que le capital patient « prend le meilleur des marchés ainsi que la philanthropie et l'aide. Le capital patient est de l'argent investi dans des entrepreneurs qui créent des entreprises et des organisations qui résolvent des problèmes difficiles comme les soins de santé, l'eau, le logement, les énergies alternatives ».

## Conséquences et justifications

### Aspects positifs
Le capital patient, suivant le secteur dans lequel il est utilisé, permet plusieurs choses :
- L’orientation consciente d’un investissement sur le temps long à la réalisation d’un objectif défini (exemple : la réalisation d’une école par une association, la construction d’un atelier de confection ou, dans le cadre d’une politique publique, la montée en puissance d’une chaîne de valeur). Orientation souvent issue d’un choix personnel ou moral autant qu’économique de la part de l’institution ou de l’investisseur.
- La diminution de l’aversion au risque, par la compréhension explicite des enjeux sous-entendus par l’investissement et sa réalisation.
- Quand il sert l’innovation, il permet l’allongement des cycles d’investissements et donne le temps à l’innovation d’atteindre sa taille critique.

### Aspects négatifs
- Utilisé par un Etat, une politique économique faisant intervenir le levier du capital patient peut être considérée comme une politique protectionniste plaçant l’Etat au centre de l’économie.
- Sur le plan microéconomique comme macroéconomique, cette notion représente un risque, car son application peut entraîner une surexposition sur un seul secteur sans garantie certaine du bon aboutissement de celle-ci.
- Cette microéconomie manque de robustesse lors d'attaque économique par les réseaux sociaux[3].

## Notion de capital patient par pays

### États-Unis
Voir les différentes paniques bancaires et la surchauffe sur le marché immobilier avec l'inaction dans les années 2000 de la Banque centrale (cf. inflation) en toute indépendance du pouvoir fédéral qui doit agir de son côté.

### Grande-Bretagne
Le gouvernement anglais a créé en 2007 le patient Capital Review ayant pour but de rendre à l’économie britannique une dynamique d’investissement plus élevée en faveur de l’innovation.
Cette politique économique d’orientation n’est pas sans rappeler la théorie du nudge de la Behavioural Insights Team, créée afin d’améliorer la politique et les services publics par l’inclusion des sciences comportementale dans l'application des programmes d’État.
La théorisation du capital patient s’inscrit dans une longue tradition économique et académique anglaise. L’économiste et Directrice de l'Institut d’Innovation et de Politique Public de UCL à Londres, Mariana Mazzucato, d'écrit le secteur bancaire comme « largement retiré de l’investissement dans l’économie réelle, et [se concentrant] sur l’échange de valeurs établies » au détriment de la création de nouveaux secteurs économiques. Dans ces nombreuses œuvres publiées, elle  étudie les capitaux capables de répondre aux besoins pressants d'investissement de l’économie mondiale : « développer de nouveaux secteurs de croissance nécessite de la finance […] patiente, à long terme, une finance engagée. Ceci peut prendre différentes formes, mais dans beaucoup de pays, la finance stratégique et patiente, de plus en plus, vient des banques étatiques d’investissement ».

### Europe
L’exemple britannique peut encourager les pays européens à développer des vecteurs de capital patient. L’Europe avec la Banque européenne d'investissement (BEI), dispose déjà des instruments permettant cette mise en place. Le capital patient se présente donc comme une démarche d’intelligence économique, permettant à l’État de se positionner économiquement et aux acteurs privés de bénéficier de garanties de la part du législateur.

### France
En France dans l’action gouvernementale une politique publique comparable à l’exemple anglais a été mise en place. Des prémices apparaissent avec la Loi relative à la croissance et la transformation des entreprises. Le Ministre de l'Économie et des Finances Bruno Le Maire, chargé de cette réforme confie en 2019 à Bpifrance, la création d’un placement financier « patriotique » très à l’image des actions de la Couronne Britannique.
Il est rappelé qu’en France, l’utilisation du capital patient est souvent considérée comme de l’investissement d’État plus que comme un outil pour l'épargne privée ayant un effet de crowding out/in vers des investissements pertinents. Cependant cela correspond aussi aux fonds réinjectés par l'état dans l'« industrie novatrice et écologique » dans le Plan France relance 2021 qui concerne les particuliers, les entreprises, les collectivités locales, les administrations financé surtout par l'Union Européenne (rappel-ce qui n'est pas et ne peut plus être le cas de la Grande-Bretagne).